# Lynn Pelgroms
Lynn Pelgroms (Wilrijk, 24 juli 1984) is een voormalig presentatrice.

## Biografie
In 2004 nam Pelgroms deel aan de verkiezing van Miss België, waarbij ze de vierde plaats behaalde. Daarop werd ze in het voorjaar van 2006 in dienst genomen door het productiebedrijf 2WayTraffic als presentatrice voor de toenmalige belspelletjes op de televisiezenders VT4 en VijfTV. In 2007 maakte ze de overstap naar Endemol en werd ze presentatrice van de belspelletjes op VTM en 2BE.
In 2007 verliet Pelgroms de gemeenteraad van Aartselaar amper enkele maanden nadat ze gemeenteraadslid werd. In navolging hiervan kwamen er beschuldigingen van kiezerbedrog en fouten tegen de deontologie door oppositielid Erik Deleu.
Op VTM was ze in 2008 ook enkele maanden te zien als presentatrice van het quizprogramma Puzzeltijd en in 2009 als co-presentatrice van het avonturenprogramma Wipeout. Vanaf 2007 was Pelgroms, in combinatie met haar opdrachten voor VTM en 2BE, ook een van de vaste videojockeys op de jongerenzender TMF. Ze presenteerde er onder meer de Dag Top 5, de Ultratop 50, het urban music-programma Coolsweat en de TMF Awards.
In 2011 was er in Vlaanderen grote controverse over belspelletjes. Zo werd onder andere Pelgroms vernoemd in een dossier van HUMO over potentieel bedrog. Nadat in 2011 de belspelletjes werden afgevoerd en in 2012 de zender TMF verderging zonder schermgezichten, kwam een einde aan de activiteiten van Pelgroms als televisiepresentatrice.